# Nastia Liukinová
Nastia Liukinová (rusky Анастасия Валерьевна Люкина, * 30. října 1989 Moskva) je bývalá americká sportovní gymnastka ruského původu.
Jejím otcem je Valerij Ljukin, olympijský vítěz ve víceboji družstev z roku 1988. Její matka Anna Kočněvová se stala v roce 1987 mistryní světa v moderní gymnastice. V roce 1992 se rodina odstěhovala z Ruska do USA a Nastin otec si otevřel gymnastickou akademii v texaském městě Plano.
Liukinová se věnovala gymnastice od tří let a jako dvanáctiletá se stala juniorskou mistryní USA. Na Panamerických hrách 2003 získala zlaté medaile na kladině a ve víceboji družstev. V roce 2005 se stala poprvé seniorskou mistryní USA a na mistrovství světa ve sportovní gymnastice 2005 zvítězila na bradlech a kladině a skončila druhá ve víceboji jednotlivkyň a v prostných. V roce 2006 byla druhá na mistrovství světa na bradlech a v týmové soutěži, vyhrála Americký pohár a byla členkou vítězného družstva na mistrovství pacifického oblouku. V roce 2007 se stala mistryní světa na kladině a ve víceboji družstev a byla druhá na bradlech, s americkým týmem také vyhrála Panamerické hry. Na Letních olympijských hrách 2008 získala zlatou medaili ve víceboji, byla druhá na kladině a na bradlech a třetí v prostných. Téhož roku podruhé vyhrála Americký pohár. V roce 2009 získala ESPY Award pro sportovkyni roku.
V roce 2009 přerušila závodní kariéru. Vrátila se ke gymnastice v roce 2012, ale nepodařilo se jí uspět v nominačním závodě na olympiádu a definitivně sportovní činnost ukončila.
V roce 2010 založila gymnastickou soutěž Nastia Liukin Cup. Vystudovala sportovní management na Newyorské univerzitě. Účinkovala v televizní soutěži Dancing with the Stars a objevila se v epizodních rolích v seriálech Super drbna, Make It or Break It a Superkočky. Vydala autobiografickou knihu Finding My Shine.